# Хоэль II (граф Ванна)
Хоэль (Оэль) II (брет. Hoel II de Bro-Gwened, фр. Hoël II de Vannetais; умер в 992) — граф Ванна с 990 года. Происходил из Нантского дома.

## Биография
Хоэль был старшим внебрачным сыном герцога Бретани Хоэля I, тогда как младшим был Юдикаэль, ставший графом Нанта. После убийства Хоэля I графом Ванна стал его брат Гюереш, а затем сын последнего Ален III. Ален не оставил потомства, и после его смерти в 990 году графом Ванна на два года стал Хоэль II. В 992 году он скончался и графство унаследовал его младший брат Юдикаэль.